# Gmina Grabów nad Prosną
Die Gmina Grabów nad Prosną ['grabuf nad 'prɔsnɔ̃] ist eine Stadt-und-Land-Gemeinde im Powiat Ostrzeszowski der Woiwodschaft Großpolen in Polen. Ihr Sitz ist die gleichnamige Stadt (deutsch Grabow bzw. Grabow an der Prosna) mit etwa 1900 Einwohnern.

## Geschichte
Von 1815 bis 1918 verlief durch das heutige Gemeindegebiet die Grenze zwischen der preußischen Provinz Posen und dem russischen Kongresspolen.

### Partnerschaft
Die Gemeinde hat 2006 einen Partnerschaftsvertrag mit der Gemeinde Emlichheim unterzeichnet.

## Gliederung
Zur Stadt-und-Land-Gemeinde Grabów nad Prosną gehören die Stadt selbst und 16 Dörfer mit Schulzenämtern (sołectwa):
| Name              | deutscher Name (1815–1918)               | deutscher Name (1939–1945)              |
| ----------------- | ---------------------------------------- | --------------------------------------- |
| Bobrowniki        | Bobrownik                                | 1939–1943 Biberbach 1943–1945 Biberdorf |
| Bukownica         | Bukownica                                | 1939–1943 Buchen 1943–1945 Buchenitz    |
| Chlewo            | Chlewo                                   | Kleefeld                                |
| Dębicze           | Dębicze (russ.)                          | Eichenhorst                             |
| Giżyce            | Giżyce (russ.)                           | ?                                       |
| Grabów-Pustkowie  | Grabow pustkowie 1901–1918 Grabow Vogtei | Schirmenau                              |
| Grabów-Wójtostwo  | Gut Grabow Vogtei                        | Grabow Vogtei                           |
| Kopeć             | Kopeć (russ.)                            | Kopez                                   |
| Książenice        | Xionzenice 1912–1918 Schonitz            | Schonen                                 |
| Kuźnica Bobrowska | Kuznica Bobrowska                        | Eisenhammer                             |
| Marszałki         | Marszalki 1906–1918 Marschallen          | Marschallsfelde                         |
| Palaty            | Palaty (russ.)                           | ?                                       |
| Siekierzyn        | Siekierzyn                               | Strittiberg                             |
| Skrzynki          | Skrzynki (russ.)                         | Schreining                              |
| Smolniki          | Smolniki                                 | ?                                       |
| Zawady            | Zawady (russ.)                           | ?                                       |